# Zophopetes
Zophopetes là một chi bướm ngày thuộc họ Bướm nâu.

## Các loài
- Zophopetes cerymica (Hewitson, 1867)
- Zophopetes dysmephila (Trimen, 1868)
- Zophopetes ganda Evans, 1937
- Zophopetes haifa Evans, 1937
- Zophopetes nobilior (Holland, 1896)
- Zophopetes quaternata (Mabille, 1876)